# Anax gibbosulus
Anax gibbosulus är en trollsländeart som beskrevs av Jules Pièrre Rambur 1842. Anax gibbosulus ingår i släktet Anax och familjen mosaiktrollsländor. Inga underarter finns listade i Catalogue of Life.